# Charles Motte
Pour les articles homonymes, voir Motte.
Charles Étienne Pierre Motte est un dessinateur, graveur, lithographe, éditeur et imprimeur d'estampes et de cartes français, né à Paris le 2 novembre 1784 et où il meurt le 5 décembre 1836.
Il est l'un des tous premiers parisiens à obtenir son brevet de lithographe et il travailla avec des personnalités majeures du courant romantique.

## Biographie

### Origines et débuts
Fils de Pierre Martin Motte, vétérinaire, et d'Ursule Durupt, Charles naît à Paris, paroisse de Saint-Sulpice, le 2 novembre 1784. 
Dessinateur et aquafortiste durant les années du Premier Empire (1805-1810), il exerce chez V. Martenoz & Cie, 92 rue de Richelieu, dans le cadre d'une production de « gravures sur cuivre transportées sur pierre », pour un ouvrage intitulé Victoires, Conquêtes, revers et guerres civiles des français, depuis les Gaulois jusqu'en 1792, qu'éditait Charles-Louis-Fleury Panckoucke.
Le 7 mai 1811, il épouse en l'église Saint-François-Xavier, Marie Mathieux, avec laquelle il a une fille, prénommée Céleste.

### Un imprimeur-lithographe en vue sous les Bourbons
Charles Motte est ensuite l'un des tous premiers parisiens à obtenir son brevet de lithographe le 31 octobre 1817, quelques semaines après l'institution de cette mesure par le gouvernement de Louis XVIII. Il ouvre son atelier d'impression sur pierre au 11-13, rue des Marais Saint-Germain. Deux ans plus tard, il présente au Salon de Paris deux séries de gravures, sans doute des planches lithographiées de paysages hollandais, d'après Jan Both et Jan Frans van Bloemen (dit « Horizonti »), travaillées par Jean Desaulx. La Société d'encouragement pour l'industrie nationale lui décerne en 1819 une mention honorable. Charles Motte, comme beaucoup de ses collègues, propose à ses clients un certain nombre de reproductions lithographiques des maîtres anciens. Est cependant notable sur le plan historiographique l'édition en 1824 de 10 lithographies tirées des Caprices d'un contemporain, Goya.

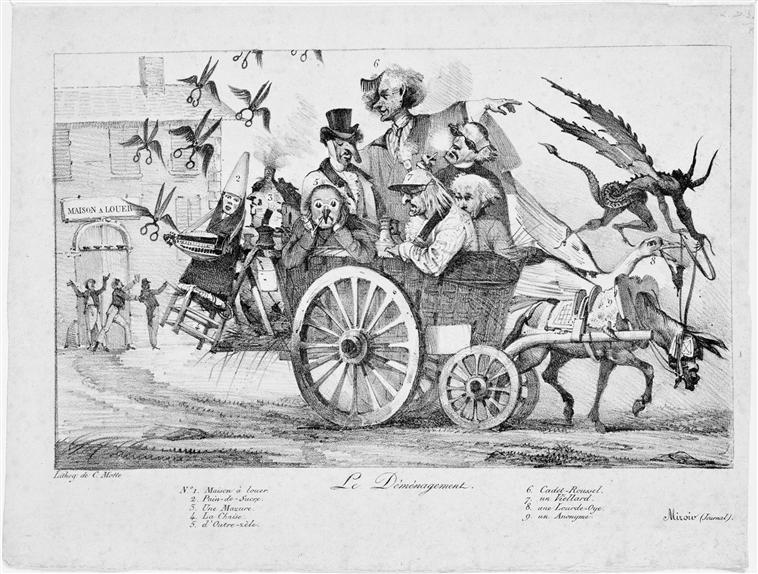
Le Déménagement de Dame Censure : composée par Delacroix pour Le Miroir en 1822.

Motte va composer avec le régime de la Restauration devenu plus libéral que le régime impérial quant à la liberté de la presse, non sans prendre le risque de provoquer, et ce, par le biais de la lithographie, souvent coloriées à la main, procédé d'impression rapide et moins couteux : en 1818, il produit le recueil Caricatures, une suite de 12 figures grotesques fixant les grimaces d'une certaine bourgeoisie, composées anonymement par Jean-Baptiste Isabey (qui signe « J. J. » et dont c'est ici la première incursion dans ce domaine), en un esprit très inspiré par la manière du britannique James Gillray. Moins connue, et tout aussi provocatrice dans la veine comique de la satire de mœurs, Motte imprime en avril de la même année une série de planches dessinées par Alexis-Pierre Milon et éditées par Aaron Martinet, qui depuis plus de dix ans, exploitait ce filon. En 1819, il poursuit cette forme de publication avec le recueil Pièces facétieuses, veine qu'il exploite jusqu'en 1822, non sans risque, puisque, après l'assassinat du duc de Berry (février 1820), le pouvoir renforce son contrôle, entre autres sur les dessins de presse lithographiés : grâce à ses contacts avec l'imprimeur-lithographe londonien Charles Joseph Hullmandel (1789-1850), par ailleurs fils d'une noble française exilée, Motte peut y faire tirer et vendre ses planches les plus sensibles sur le plan politique. Les journaux français ne tardent pas à lui passer commandes. En février 1821, il illustre l'en-tête du quotidien libéral Le Miroir des spectacles, des lettres, des mœurs et des arts dirigé par Auguste Jal, avec lequel sont livrées en prime de nombreuses lithographies de sa composition jusqu'en juin 1823, dont les premiers dessins d'Eugène Delacroix qui exploite ici la veine comique : Le Déménagement de dame Censure, datée 1822, met en scène les premiers ennuis sérieux qu'affronte Motte avec le pouvoir.
Dès 1817-1818, Motte s'était intéressé au marché du livre et de l'estampe dans les domaines de l'histoire et du patrimoine, avec les Ornemens et fragmens d'architecture antique et de la Renaissance d'Étienne Imbart, puis les Monuments romains de Nismes d'Alphonse de Seynes. Ce marché, néanmoins plus risqué car moins populaire, le pousse à imprimer avec Émile Babeuf l'ouvrage Vie politique et militaire de Napoléon en 1822, dirigé par Antoine-Vincent Arnault, et qui contient des compositions de Théodore Géricault. En 1824, il est l'imprimeur des planches du Précis du système hiéroglyphique des anciens Égyptiens, de Champollion édité par Treuttel et Würtz (Paris), planches que l'on retrouvera remaniées dans la Grammaire égyptienne (Firmin-Didot, 1836). En 1825, il participe, associé à Engelmann, à la prestigieuse Galerie des oiseaux de Louis-Pierre Vieillot, illustré par Paul Louis Oudard (1796-1860).
Côté littérature, il connaît un véritable succès commercial avec l'édition illustrée des Méditations poétiques de Lamartine publiées en 1823 en association avec Charles Gosselin. Mais l'un de ses projets littéraires les plus remarquables reste le Faust de Goethe qui aboutit en 1827 : Motte avait persuadé le pape du romantisme allemand de lui céder les droits éditoriaux et il convia Eugène Delacroix d'illustrer cette première traduction française de cet ouvrage due à Albert Stapfer (1823), dont les 17 planches furent également coloriées à l'aquarelle.
Présent au Salon de 1827, il cède à la mode des portraits, exposant des représentations de souverains contemporains et historiques.
En 1828, sentant le vent politique tourner, il se targue d'être à la fois l'imprimeur des ducs d'Orléans et de Chartres, publicisant bientôt que son « établissement [est] consacré aux grandes collections [qui] imprime et publie la collection des tableaux de la galerie du Palais-Royal en 50 livraisons ».
L'année suivante, il ouvre une filiale à Londres, quartier de Covent Garden, puis sur Leicester Square et enfin au 70 St. Martin's Lane, boutique qu'il revend fin 1831 à A. Ducôte,. Il y édite entre autres des compositions d'Achille Devéria, en de remarquables demi-teintes qui rappellent la manière noire et qui lui valent un certain succès. Ces « manières noires lithographiques » trouvent également leurs applications dans des compositions d'Eugène Isabey et de Camille Roqueplan, que Motte édite dans la foulée.

### Difficultés et dernières années

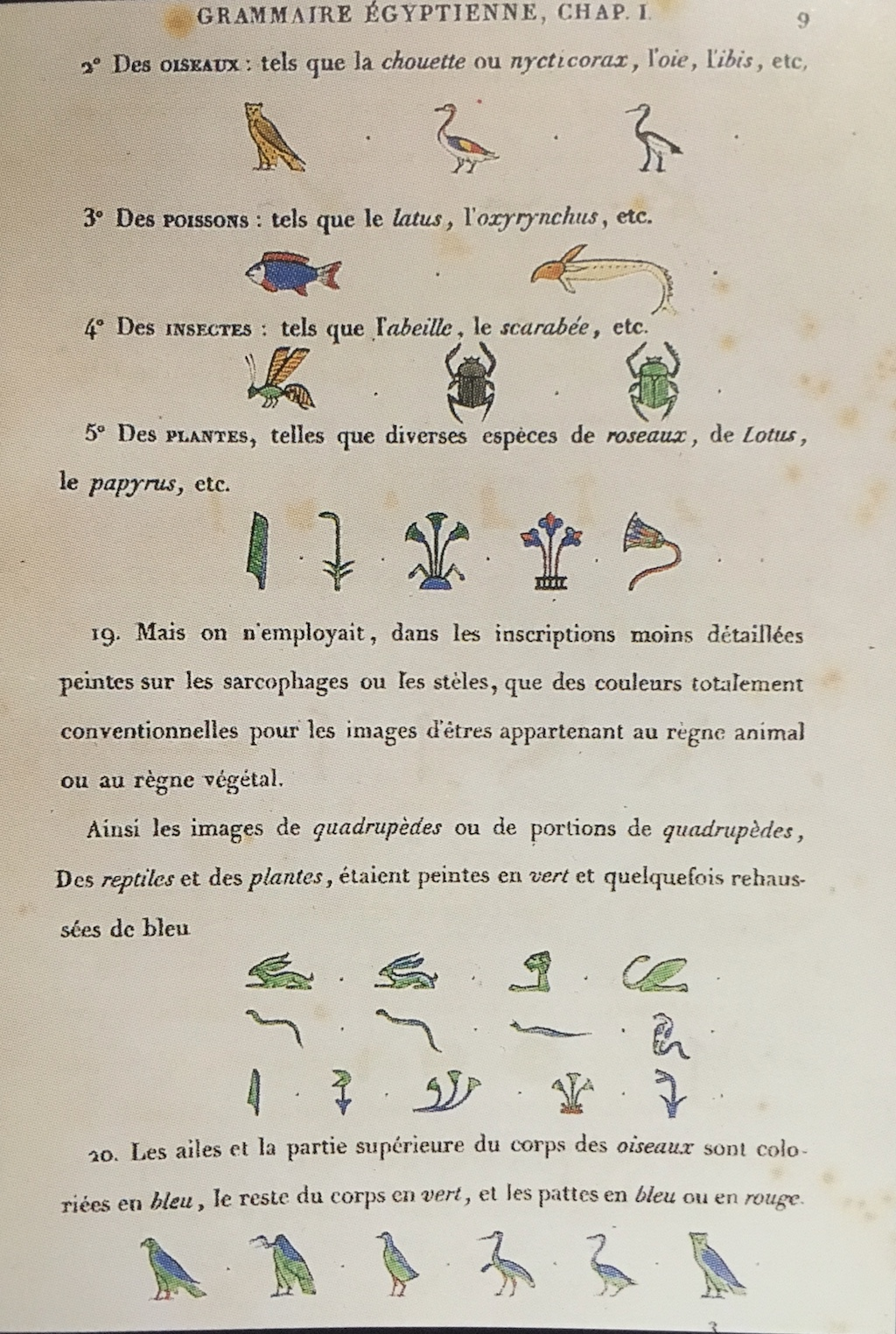
Page extraite de la Grammaire égyptienne (1836) associant typographie et lithographie coloriée.

En 1829, Céleste, la fille de Charles Motte, épouse Achille Devéria : l'union fut heureuse, et donna naissance à cinq enfants (cf. ci-dessous). Par ailleurs, le couple entretient un véritable salon, dynamique et ouvert, reflet de l'esprit du romantisme français. La révolution de juillet 1830 donne un nouvel allant à cette génération, en même temps que l'entreprise de Charles Motte rencontre ses premières difficultés financières. En application de la loi du 17 octobre 1830, il bénéficie d'un prêt de l'État de 15 000 francs pour surmonter ses difficultés de trésorerie, sans doute les conséquences à la fois de ses nombreux investissements, entre autres londoniens, et de la concurrence dans le domaine de l'impression ; en décembre 1831, il fait la demande d'un délai de six mois pour son remboursement et, en 1835, il est de ceux qui signent une pétition demandant encore un délai de cinq ans. C'est aussi l'année où il quitte ses locaux historiques pour le 290 rue Saint-Honoré, plus vastes et aussi plus couteux. En 1831, il expose une dernière fois au Salon, des compositions de Roqueplan, de Grenier et des Vues des rives de la Seine par Deroy.
Les derniers grands projets de Motte sont successivement l’Histoire lithographiée du Palais Royal (1834) d'après les dessins de Horace Vernet, les six tomes du Voyage de la Grèce de François Pouqueville et surtout le Voyage pittoresque dans la régence d'Alger, pendant l'année 1833 de Émile-Aubert Lessore comprenant 50 planches d'après William Wyld (1835).  
Peu après l'impression de la première partie de la Grammaire égyptienne, véritable prouesse technique associant typographie et lithographie, il meurt le 5 décembre 1836 à son domicile et est inhumé le 7 décembre suivant au cimetière du Montparnasse.

### Succession et postérité
L'un des élèves de Charles Motte est le missionnaire Laurent Imbert, qui importera la technique lithographique en Chine.
Sa fille Céleste, après la mort de son père, affronte ses créanciers qui demandent la vente de son matériel dont la plus grande partie est rachetée par elle (et son époux, Achille Devéria), ainsi que par Caboche, Delarue, Ruinet et Pecquereau, des imprimeurs qui se partageant le reste. La vente des pierres et des estampes qui se trouvaient dans l'atelier est plus conflictuelle car beaucoup appartenaient à des confrères. Céleste est brevetée imprimeur lithographe le 14 décembre 1837, activité qu'elle poursuit jusqu'en 1856,.
Céleste et Achille Devéria sont entre autres les parents de l'égyptologue Théodule Charles Devéria et du sinologue Jean-Gabriel Devéria.

## Autres publications
Par ordre chronologique :
- Charles Théodore Beauvais de Préau, Victoires, Conquêtes, revers et guerres civiles des français, depuis les Gaulois jusqu'en 1792, contenant des illustrations d'Ambroise Tardieu, Antoine Gros, Charles Normand lithographiées par Motte [avant 1817], Paris, C. L. F. Panckoucke, 6 volumes, 1821-1823.
- Gabriel Thouin, Plans raisonnés de toutes les espèces de jardins, Paris, Lebègue, 1820 — lire sur Gallica.
- Guillaume-Tell Douin, Musée des protestans célèbres ou Portraits et notices biographiques et littéraires des personnes les plus éminens dans l'histoire de la réformation et du protestantisme, Paris, Chez Weyer frères / Treuttel & Würtz, 1824.
- Contemporains étrangers ou, Recueil iconographique des étrangers les plus célèbres[26], 32 portraits par Jean-Baptiste Mauzaisse et Henri Grévedon, édités par Charles Motte et J. P. Quénot, 1826, 66 p.
- Jacques-Joseph Champollion-Figeac et Léon Jean Joseph Dubois (dir.), Les Tournois du roi René, d'après le manuscrit et les dessins originaux de la Bibliothèque royale, Paris, Ch. Motte et Firmin Didot, 1826.
- Charles Du Rozoir, Relation historique, pittoresque et statistique du voyage de S. M. Charles X dans le département du Nord, Paris, A. Belin, 1827 — lire sur Gallica.
- Faust. Tragédie de M. de Goethe édité à Paris par Charles Motte et Sautelet en 1828, dans la traduction en français par Albert Stapfer [1766-1840], avec une couverture illustrée attribuée à Achille Devéria, un portrait de l’auteur et 17 dessins exécutés sur pierre par Eugène Delacroix, hors-texte.
- Panidochème ou toutes sortes de voitures[27], 12 planches par Victor Adam, 1828.
- Uniformes de l'armée turque en 1828 : D'après des dessins authentiques publié par Ch. Motte (imprimeur lithographe éditeur) : collection de 22 figures, Paris, Chez Gihaut frères, 1829.
- Album lithographique de divers sujets et composés sur pierre par A. Devéria, Paris, Ch. Motte, 1829.
- Révolution de Paris, 1830. Plan figuratif des barricades ainsi que des positions et mouvements des citoyens armés et des troupes, pendant les journées des 27, 28 et 29 juillet, Paris, Charles Motte, 1830.
- Album Vénitien, 12 planches lithographiés d'après William Wyld et Émile-Aubert Lessore, 1834.
- Keepsake lyrique : recueil de 12 romances, chansonnettes et cavatines [...] orné de douze dessins lithographiés par les meilleurs maîtres, Paris, chez Leduc, éditeur, rue Bleue, no 13, [c. 1834] — lire sur Gallica.
- Ludovic Le Compasseur, vicomte de Courtivron, Traité complet de natation, essai sur son application à l'art de la guerre, Paris, A. Pihan de La Forest, 1836 — lire sur Gallica.

## Galerie

Motte éditeur de caricatures
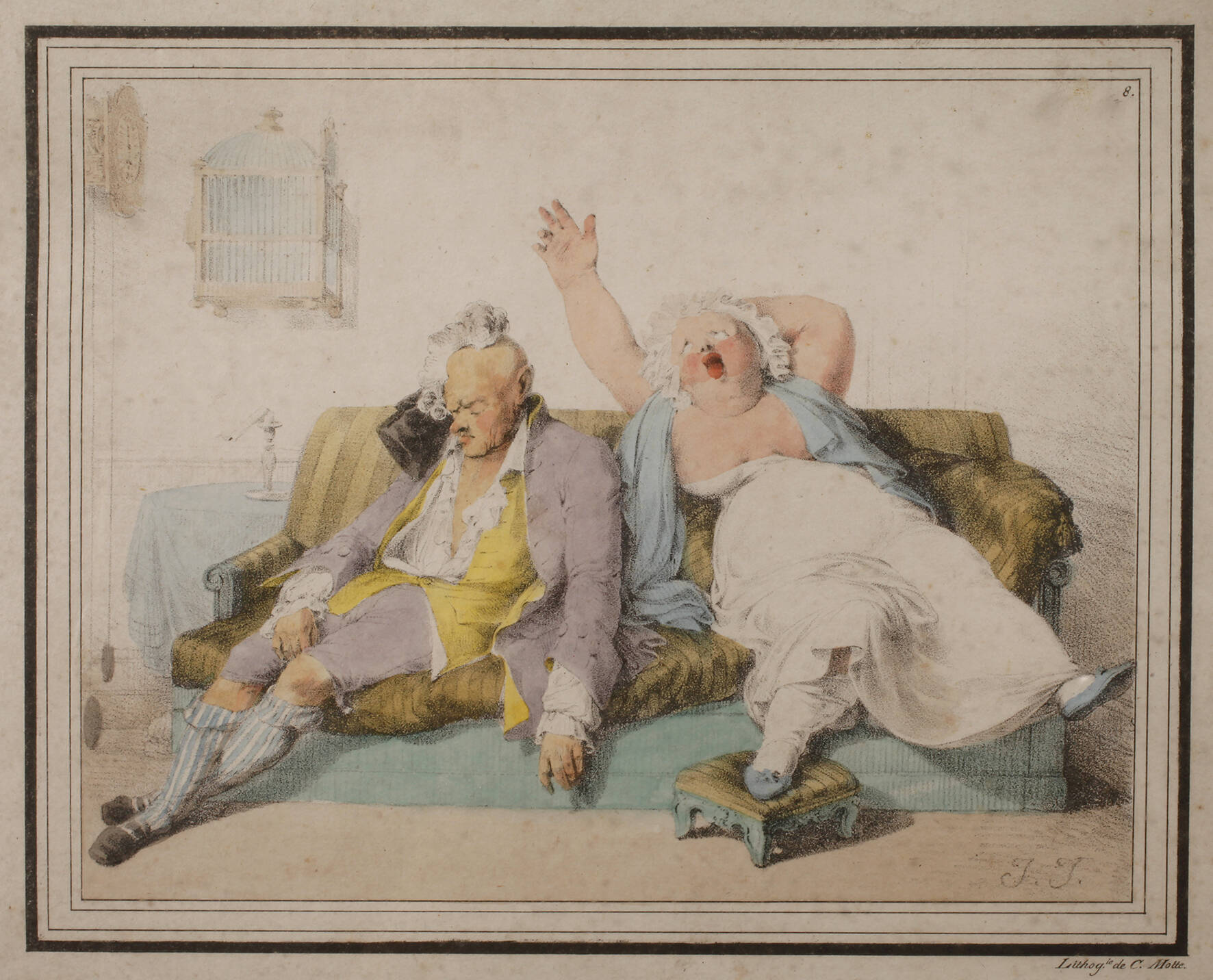
Un couple, lithographie coloriée d'après Jean-Baptiste Isabey (Caricatures, planche 8, 1818).
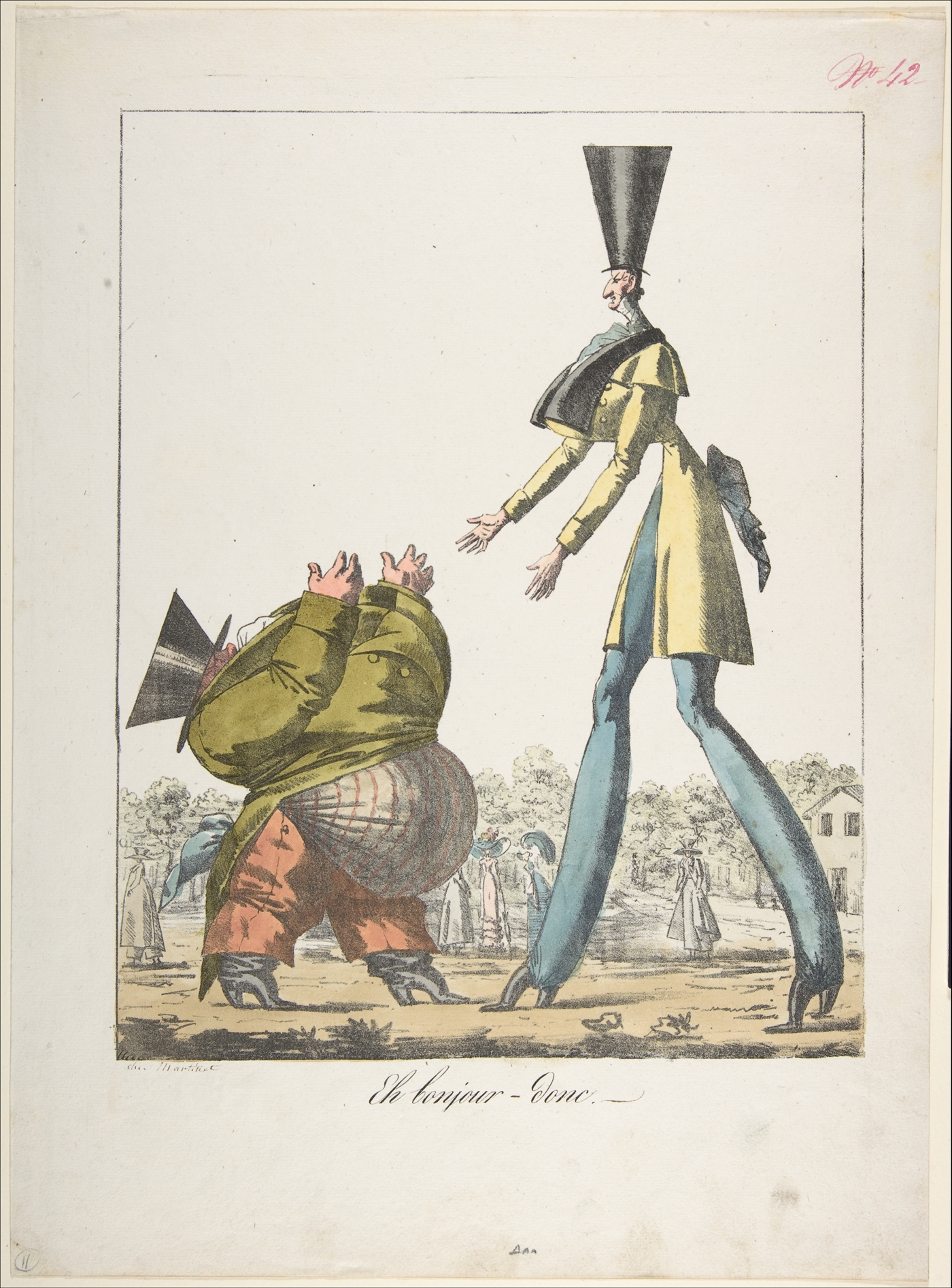
Eh bonjour, donc, lithographie d'après Aaron Martinet (1821).
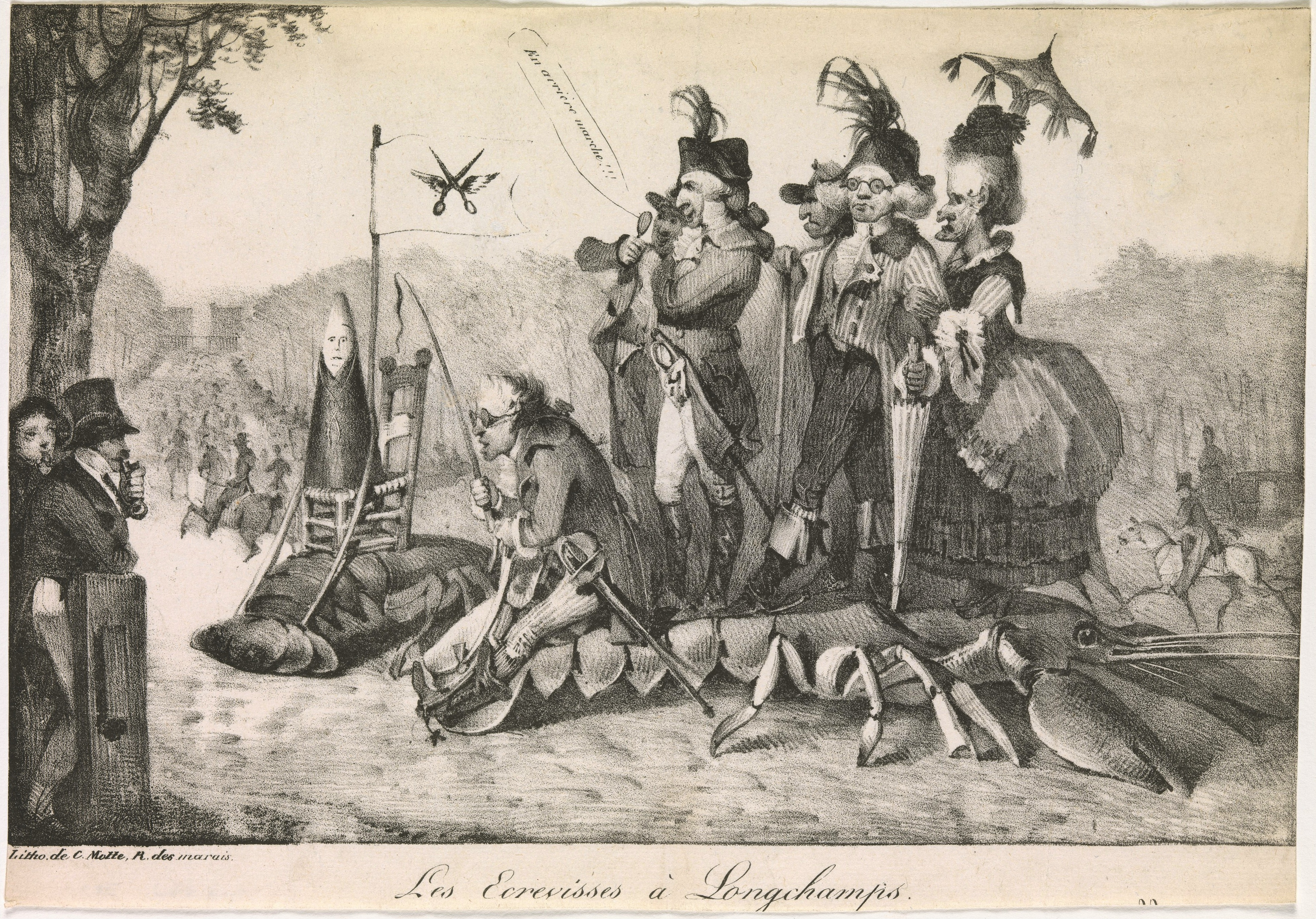
Les écrevisses à Longchamps, lithographie d'après Eugène Delacroix visant la censure royaliste (in Le Miroir, 4 avril 1822).

Motte éditeur du Faust (1827)
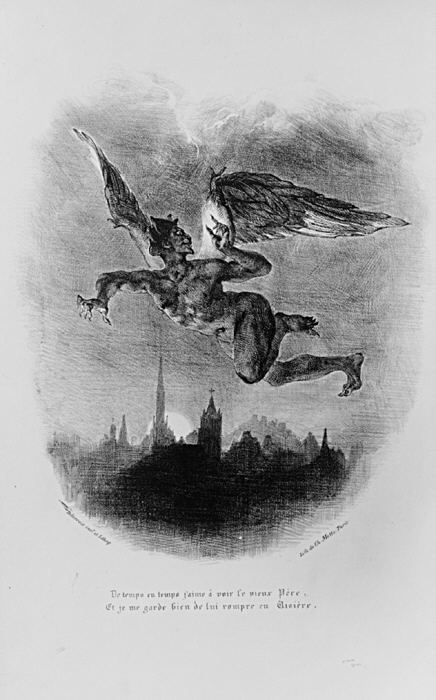
Le vol de Méphistophélès, lithographie d'après Delacroix.
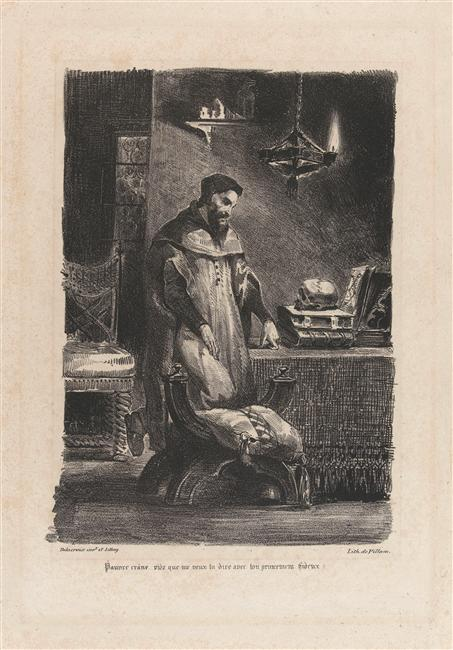
Faust dans son cabinet, lithographie d'après Delacroix.
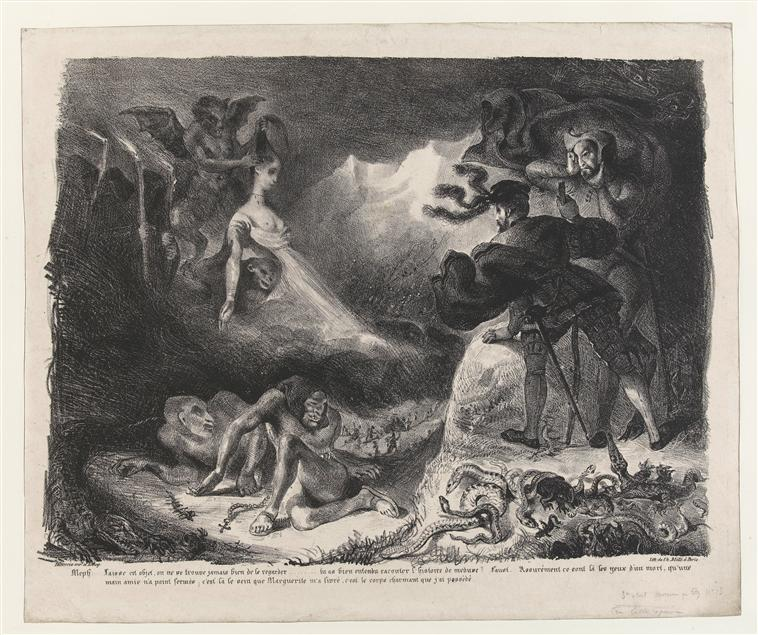
L'ombre de Marguerite apparaissant à Faust, lithographie d'après Delacroix.

Exemples de manière noire lithographique
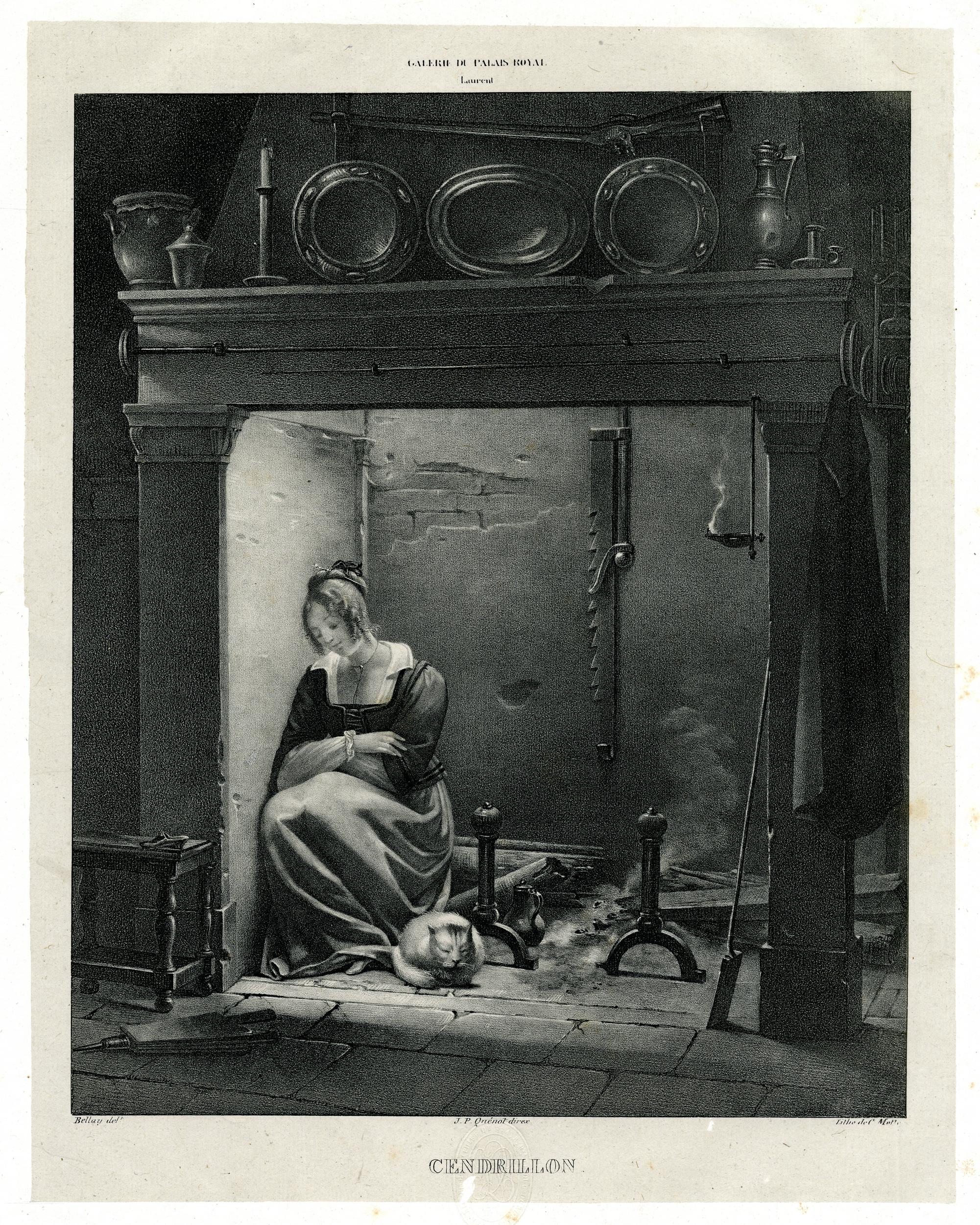
Lithographie extraite de Cendrillon, d'après Bellay et Jean-Antoine Laurent (1827).
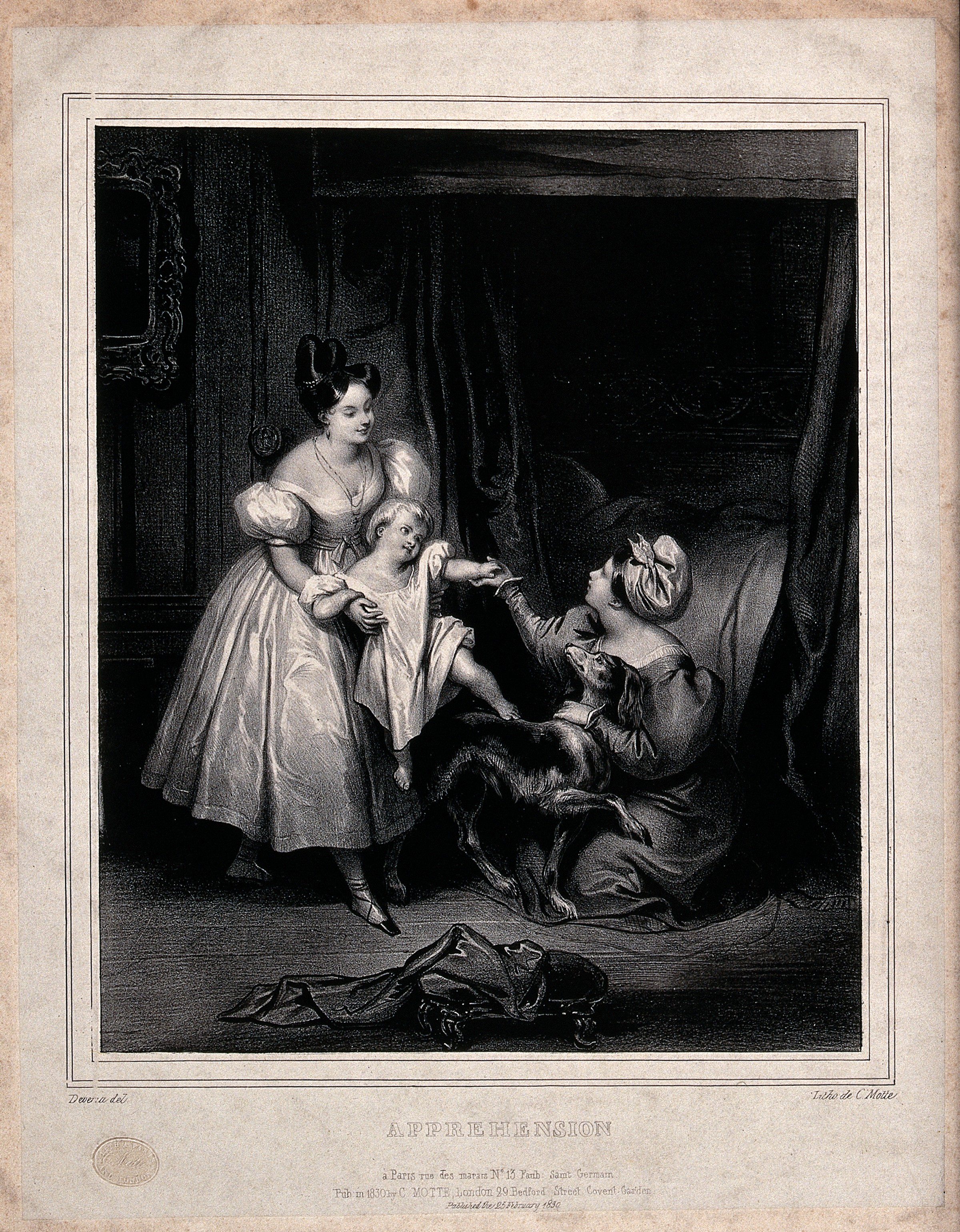
Appréhension, lithographie d'après Achille Devéria (Paris et Londres, 1829).

Exemples de paysages lithographiés
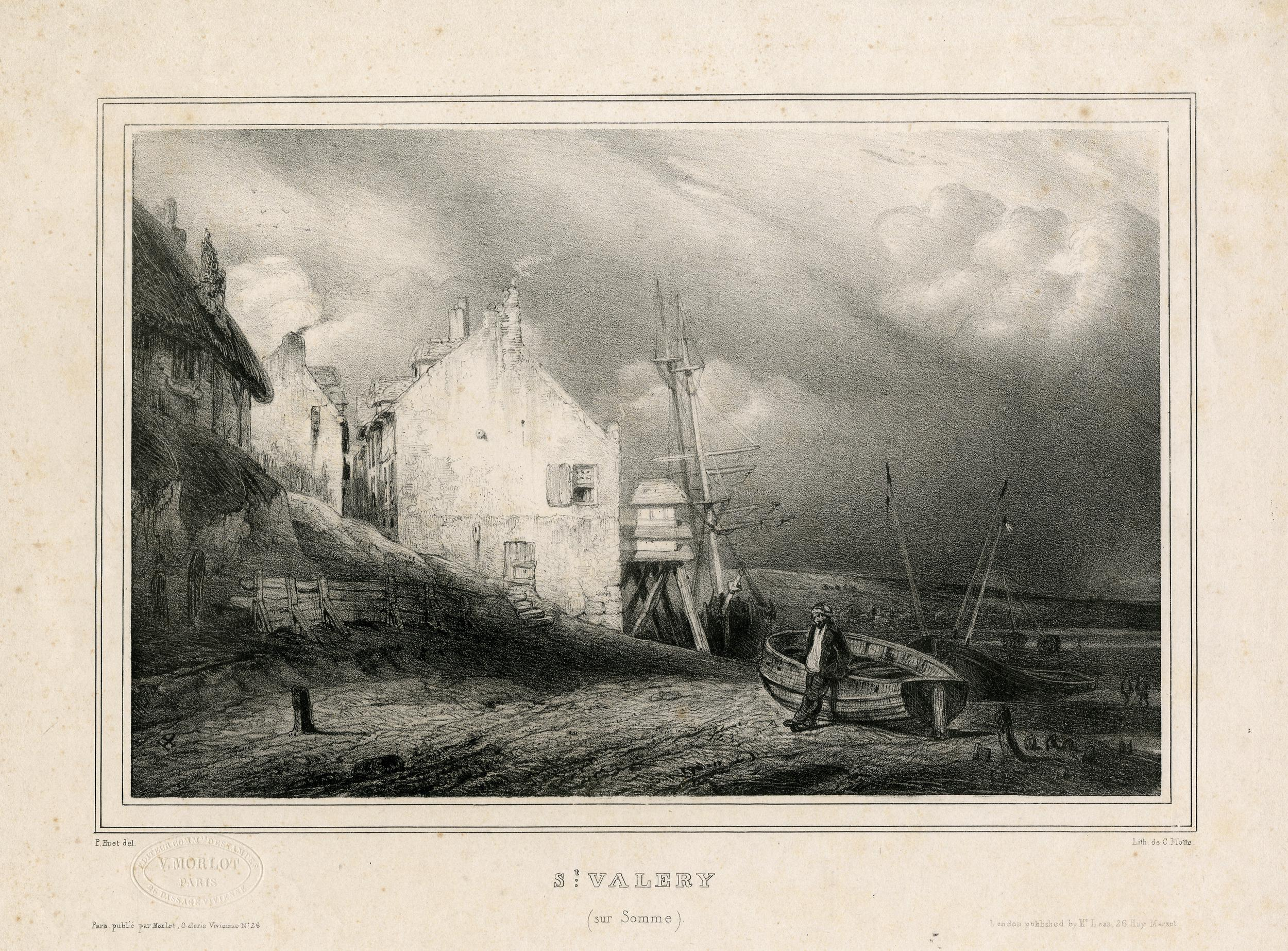
Saint-Valery-sur-Somme (1833), d'après Paul Huet.
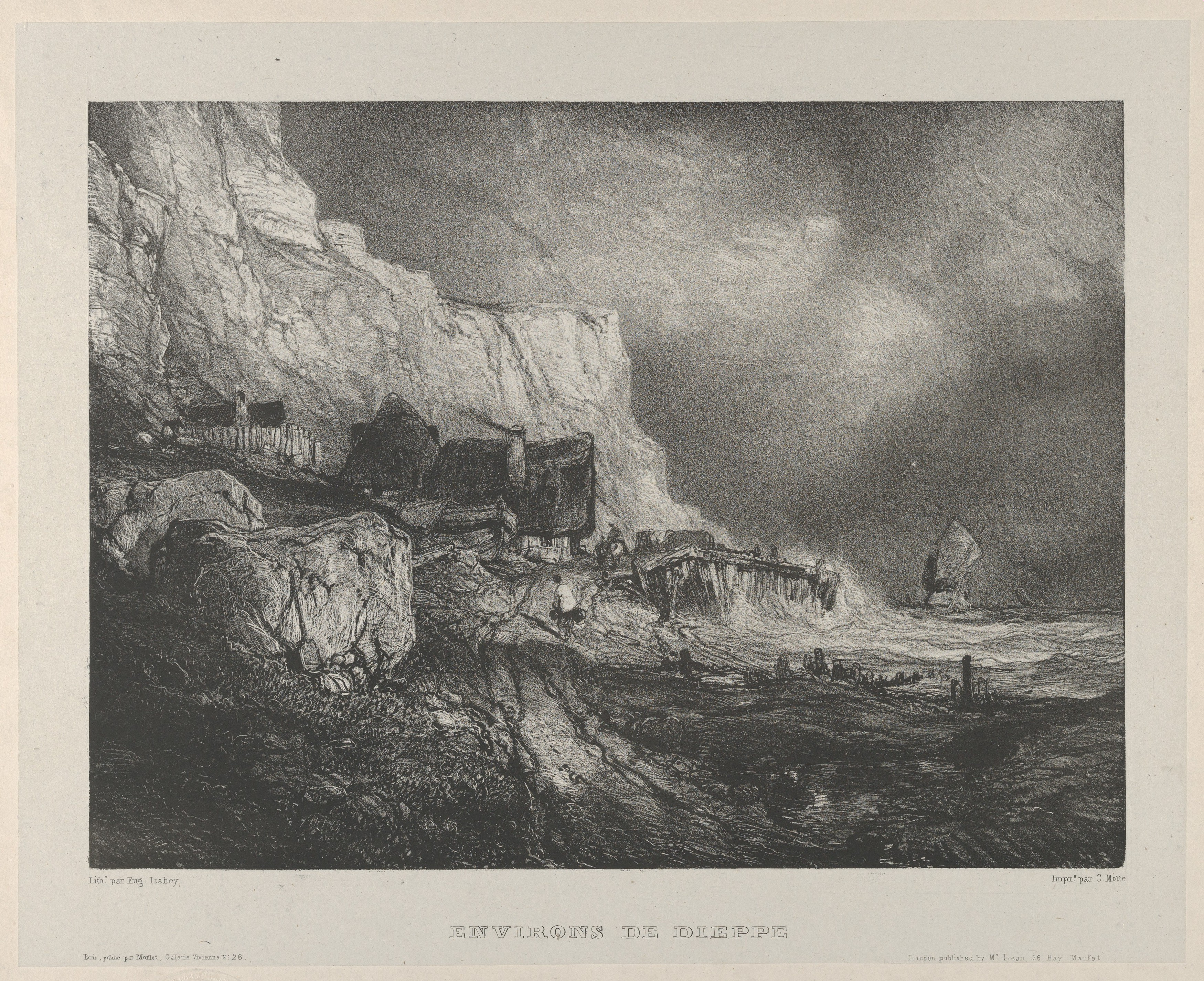
Environs de Dieppe (1833), d'après Eugène Isabey.
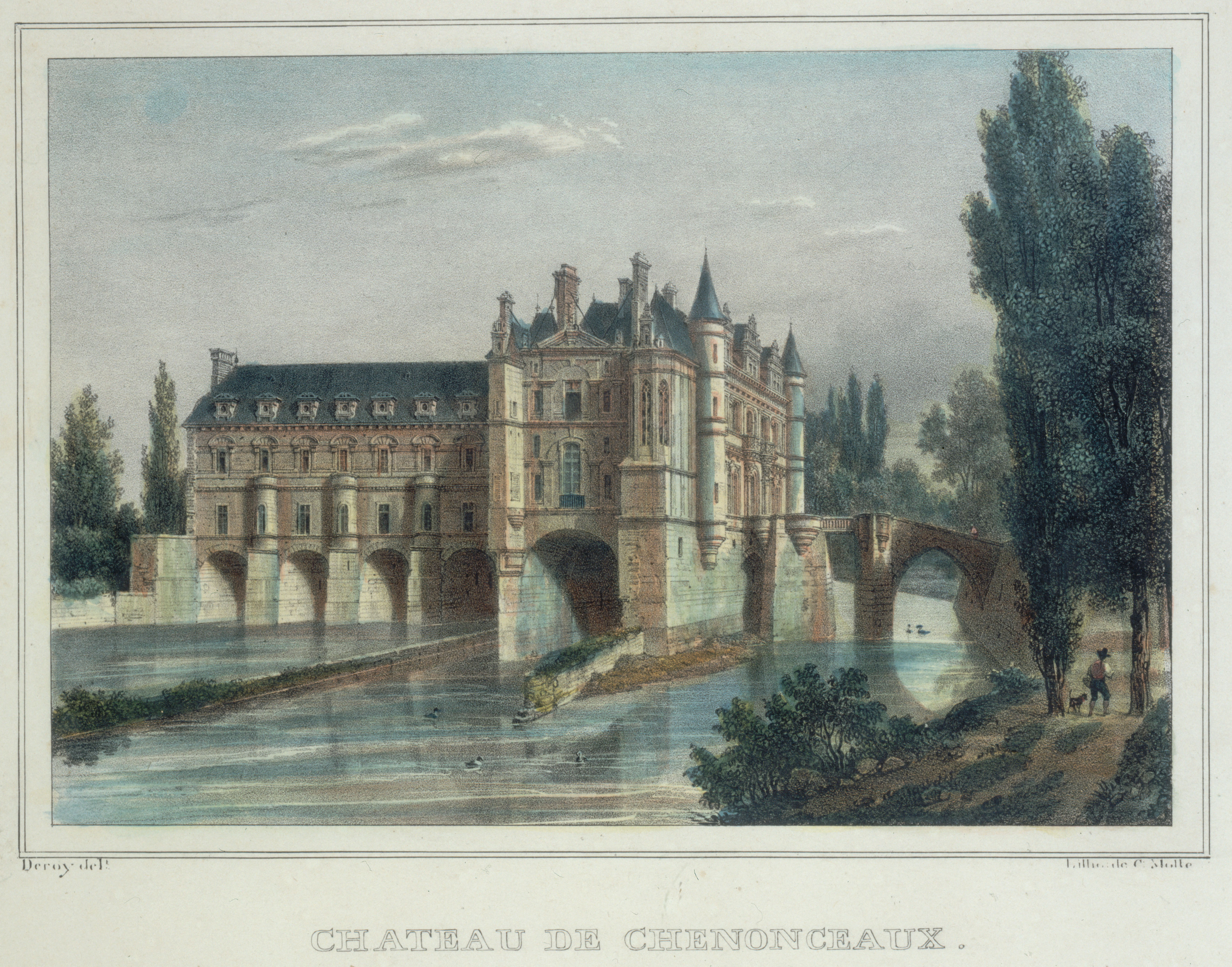
Château de Chenonceau, d'après Isidore Laurent Deroy (coloriée).

## Collections publiques
Australie
- Canberra, National Museum of Australia

États-Unis
- San Francisco, musée des beaux-arts

France
- Bourges, musée de Bourges[Lequel ?]
- Paris :
  - musée Carnavalet
  - Bibliothèque nationale de France

Pays-Bas
- Amsterdam : Rijksmuseum

Royaume-Uni
- Londres : 
  - British Museum
  - National Portrait Gallery